# 폴란드의 행정 구역

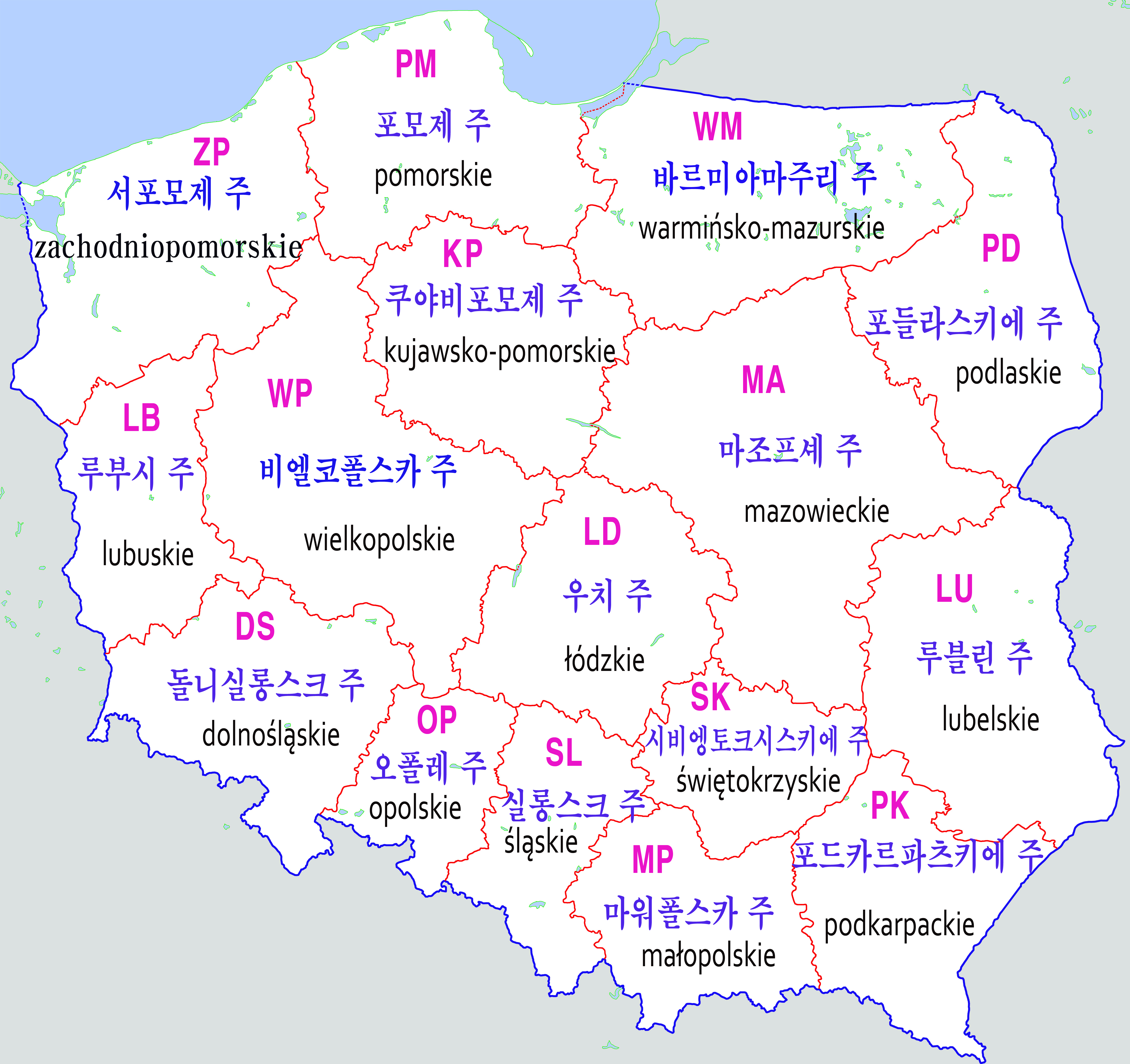
폴란드의 주

폴란드의 행정 구역은 3단계로 이루어져 있는데, 1단계는 주(voivodeship, województwo), 2단계는 군(powiat), 3단계는 그미나(gmina)이다. 현재 폴란드에는 16개의 주, 380개의 군(66개는 군급 도시), 2,478개의 그미나가 있다.
1999년 폴란드 의회가 행정구역 개편안을 도입하기 전까지 폴란드는 49개의 더 작은 주들로 이루어져 있었고 대신 군이 존재하지 않았다. 주는 폴란드의 역사적 지역 구분과는 일치하지 않는다.

## 주
폴란드의 최상위 행정 구역은 주(보예부츠트보)로서 현재 총 16개가 설치되어 있다. 주의 행정을 총괄하는 권한은 중앙 정부가 임명하는 주지사(wojewoda)와 주의회(sejmik), 그리고 주의회가 선출하는 주 이사회(zarząd województwa)가 나누어 갖는다. 주 이사회의 회장은 이사(marszałek)로 불린다.

## 군
각 주는 더 작은 군(포비아트)로 나뉘는데, 주에 따라서 적게는 12개(오폴레주)에 많게는 42개(마조프셰주)까지 설치되어 있다. 군의 종류에는 일반적인 군과 군급시가 있는데, 현재 314개의 군과 66개의 군급시가 존재한다.

## 그미나
그미나는 '지방 자치체'로 번역되는 말로서 군의 하위에 설치되는 기초 행정 구역이다. 군은 일반적으로 여러 개(3~19개)의 그미나로 구성되나, 군급시는 단 하나의 그미나로만 구성된다. 그미나마다 자치 의회와 직접 선출된 지자체장이 존재한다. 지자체장의 명칭은 그미나의 종류에 따라 다르다. 그미나의 종류는 다음과 같다:
- 도시형 지자체: 도시(miasto)로 이루어진다. 302개 있다.
- 도농형 지자체: 도시를 비롯하여 주변의 마을(wieś)들과 농촌 지역을 포함한다. 642개 있다.
- 농촌형 지자체: 도시를 포함하지 않는 지자체를 말한다. 다만 일부 지자체는 행정 기관이 지자체 밖의 도시 지역에 위치하는 경우도 있다.

## 최하위 행정 구역
그미나는 일반적으로 더 작은 구역으로 나뉘는데, 도시 지역의 구역은 osiedle나 dzielnica, 농촌 지역의 구역은 sołectwo라고 한다.

## 같이 보기
- 스위스의 행정 구역